# Prats-de-Mollo-la-Preste
Prats-de-Mollo-la-Preste là một xã trong vùng Occitanie, thuộc tỉnh Pyrénées-Orientales, quận quận de Céret, tổng Canton de Prats-de-Mollo-la-Preste. Tọa độ địa lý của xã là 42° 24' vĩ độ bắc, 02° 28' kinh độ đông. Prats-de-Mollo-la-Preste nằm trên độ cao trung bình là 735 mét trên mực nước biển, có điểm thấp nhất là 575 mét và điểm cao nhất là 127 mét. Xã có diện tích 145,09 km², dân số vào thời điểm 1999 là 1080 người; mật độ dân số là 7,4 người/km².

## Thông tin nhân khẩu
| 1962  | 1968  | 1975  | 1982  | 1990  | 1999  | 2005  |
| ----- | ----- | ----- | ----- | ----- | ----- | ----- |
| 1 207 | 1 351 | 1 190 | 1 142 | 1 102 | 1 080 | 1 200 |

## Địa điểm tham quan
- Nhà thờ Saintes Juste et Ruffine (thế kỉ thứ 13)